# سگ اندلسی
سگ اندلسی (به فرانسوی: Un Chien Andalou) فیلمی صامت محصول کشور فرانسه است. این فیلم توسط لوئیس بونوئل و سالوادور دالی ساخته شده‌است. سگ اندلسی اولین فیلم بونوئل است که اولین‌بار در سال ۱۹۲۹ و به‌صورت محدود در پاریس اکران شد اما به‌زودی محبوب شد و اکران آن برای ۸ ماه ادامه یافت. این اثر به‌عنوان یکی از معروف‌ترین فیلم‌های سورئالیستی جنبش آوانگارد در دههٔ ۱۹۲۰ شناخته‌می‌شود.

## داستان فیلم
مرد تیغ به دستی (بونوئل)، سیگار می‌کشد و ماه را می‌نگرد. ابر که ماه را می‌پوشاند، مرد چشم زن جوانی (ماروی) را با تیغ می‌شکافد. هشت سال بعد، مرد جوانی (باچِف) سوار بر دوچرخه، با کلاهِ دختربچه‌ها و دامنی کوتاه روی شلوار و جعبه‌ای مستطیلی که به گردن آویزان کرده در خیابان‌ها می‌گردد، در حالی‌که دست‌هایش را بر زانوانش گذاشته‌است. در اتاقی در طبقه سوم یک ساختمان، زن جوان نگاه می‌کند. مرد جوان از دوچرخه‌اش می‌افتد. زن جوان با مشاهده ی سقوطِ مردِ جوان به بیرون می‌شتابد. بالای سر مرد جوان می‌رسد و او را غرق بوسه می‌کند. باران، صحنه را می‌پوشاند. دست‌هائی از داخل جعبه‌ای که بر گردن مرد جوان آویزان بوده، کراواتی راه راه را به جایش می‌گذارد. زن جوان یک باره متوجه می‌شود مرد جوان هم در اتاق است. او به کف یک دستش نگاه می‌کند که مورچه‌هائی از آن بیرون می‌آیند. در خیابان زنی با ظاهر مردانه در میان گروهی از مردم است. زن با تکه چوبی دست بریده‌ای را بازی می‌دهد، پلیس دست را درون جعبه‌ای که به گردن مرد جوان آویزان بوده می‌گذارد. مرد جوان و زن جوان از طبقه سوم شاهد ماجرا هستند و با هیجان به یکدیگر می‌نگرند. در خیابان، زنِ با ظاهرِ مردانه را یک اتومبیل سواری زیر می‌گیرد. زن جوان خود را از دست مرد جوان رها می‌سازد. مرد جوان یک پیانوی عظیم را به همراه جسد دو الاغ مرده و دو کشیش زنده، یکنفر آنها (سالوادور دالی) با طناب‌هائی می‌کشد. زن از اتاق می‌گریزد. مردِ جوان طناب‌ها را رها می‌کند. به دنبالِ زن جوان می‌رود. زن جوان در را به روی مرد جوان می‌بندد. دستِ مرد جوان لای در می‌ماند. زن جوان می‌بیند که باز مورچه‌ها در کف دست مرد جوان می‌لولند. در اتاقِ جدید، مرد جوان با لباسِ دوچرخه‌سواریش دراز کشیده‌است. حوالی سه صبح، غریبه‌ای وارد خانه می‌شود. با زور مرد جوان را از تخت بلند می‌کند، دامن و لباس‌هایش را می‌کَنَد و او را رو به دیوار می‌کوبَد. تازه مشخص می‌شود غریبه همان مرد جوان است، منتها کمی جوان‌تر. شانزده سال قبل، غریبه کتاب‌هائی به مرد جوان داده و کتاب‌ها به اسلحه بدل شده‌اند. با آن اسلحه، مرد جوان غریبه را به قتل رسانده‌است. دو مرد نیز جسد غریبه را از صحنه خارج کرده‌اند. یک بار دیگر در اتاق، موهایی دهان مرد جوان را می‌پوشاند و موهایی از زیر بغل زن جوان ناپدید می‌شوند. زن جوان خود را به ساحلی می‌رساند و مرد شلوارک‌پوشی را در آغوش می‌گیرد. آن دو با هم راه می‌افتند. موجِ دریا کنار پاهای آنان لباس‌های دوچرخه‌سوار را می‌غلتاند. در فصل بهار، در بیابانی مرد شلوارک‌پوش و زن، هر دو کور، تا گردن در خاک دفن شده‌اند.